# 椰楼映画
椰楼映画（英文：Yellow Pictures）是由马来西亚著名导演黄巧力所主创的国际影视制作公司，以制作深具马来西亚特色的影片著称。成立于2006年10月，核心成员包括资深制作人陈晓薇及主编黄佩君，制作团队是由一群充满活力和创意的年轻人所组成。椰楼映画的长远目标是以它独树一帜的作品风格在国际影视界绽放耀眼的光芒，用本土的故事感动世界。

## 影视作品
- 《扎根》(2007)
- 《风云人物》(2007)
- 《活在我乡》(2008)
- 《前进吧·马来西亚》(2008)
- 《身在马来西亚》(2008)
- 《生耕致富》(2009)
- 《我来自新村》(2009)
- 《家在马来西亚-沙巴与砂拉越华人故事》(2009)
- 《父母心》(2010)
- 《我来自华小》(2010)
- 《我来自新村2》(2010)
- 《老字号》 (2011)
- 《父母心2》(2011)
- 《我来自华小2》(2011)
- 《家在马来西亚-沙巴与砂拉越华人故事2》(2011)
- 《老行业》(2012)
- 《话说籍贯》(2012)
- 《老街故事》(2012)
- 《生命的战士》(2013)
- 《家在马来西亚5-西马城镇华人故事》(2013)
- 《马来西亚百年华教》(2013)
- 《我来自新村3》(2013)
- 《百年》(2013)
- 《我来自华小3》(2013)
- 《大地》(2014)
- 《师傅》(2014)
- 《我们》(2014)
- 《老师，您好》(2015)
- 《大地》(2015)
- 《三年零八个月》(2015)
- 《接班人》(2015)
- 《光辉岁月》(2016)
- 《白头偕老》(2016)
- 《老字号2》 (2016)
- 《铁道·人生》 (2016)
- 《活着》(2016)
- 《母亲河》 (2016)
- 《谁的传统》 (2017)
- 《别叫我马劳》 (2017)
- 《一甲子》 (2017)

## 奖项
- 2007《扎根》荣获第6届马来西亚奥斯卡(Anugerah Oskar 2007)最佳纪录片导演奖
- 2011《家在马来西亚－沙巴与砂拉越华人故事》荣获安卡沙广播影视大奖(Anugerah Seri Angkasa 2010)最佳纪录片奖